# Sultanat d'Elisu

El sultanat d'Elisu estava al nord-est del modern districte de Qakh a l'Azerbaidjan

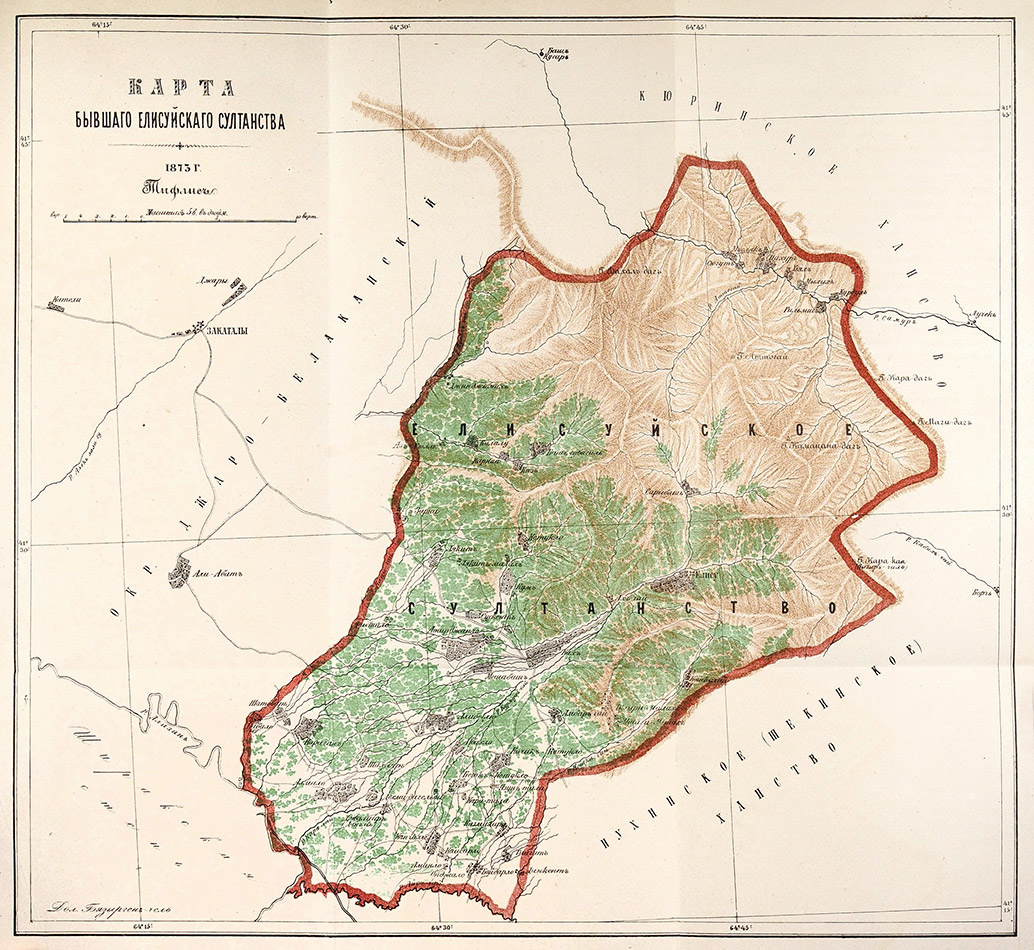
Genealogia

El Sultanat d'Elisu, també Elisou, Ilisu o İlisu, fou un del més petits estats del Caucas als segles xviii i xix.

## Geografia, Població i Govern
Localitzat majoritàriament en el pendent del sud de les muntanyes del Caucas a l'Azerbaidjan del nord-oest, s'estenia del nord de la cresta de muntanyes sota el riu Alazani. Cap al sud-est en les terres baixes i havia el kanat de Xirvan i al nord-oest al llarg de les muntanyes hi havia les comunitats Djaro-Belokani. Elisu i Djaro-Belokan estaven molt connectades .
El nord muntanyós va ser habitat per Tsakhurs i el país baix per àzeris i ingiloys (georgians musulmans). La classe alta era tsakhur i àzeri.
En ús local un sultà estava per sota un Khan i per sobre d'un Beg. El Sultanat era en part hereditari i en part elegible per una Jamaat o assemblea de notables. Sovint fou confirmat pel xah de Pèrsia. En uns quants casos va ser imposat per qui tenia un exèrcit fort i proper. Per uns quants propòsits el sultà era gairebé un membre de la lliga de Djaro-Belokan.

## Història

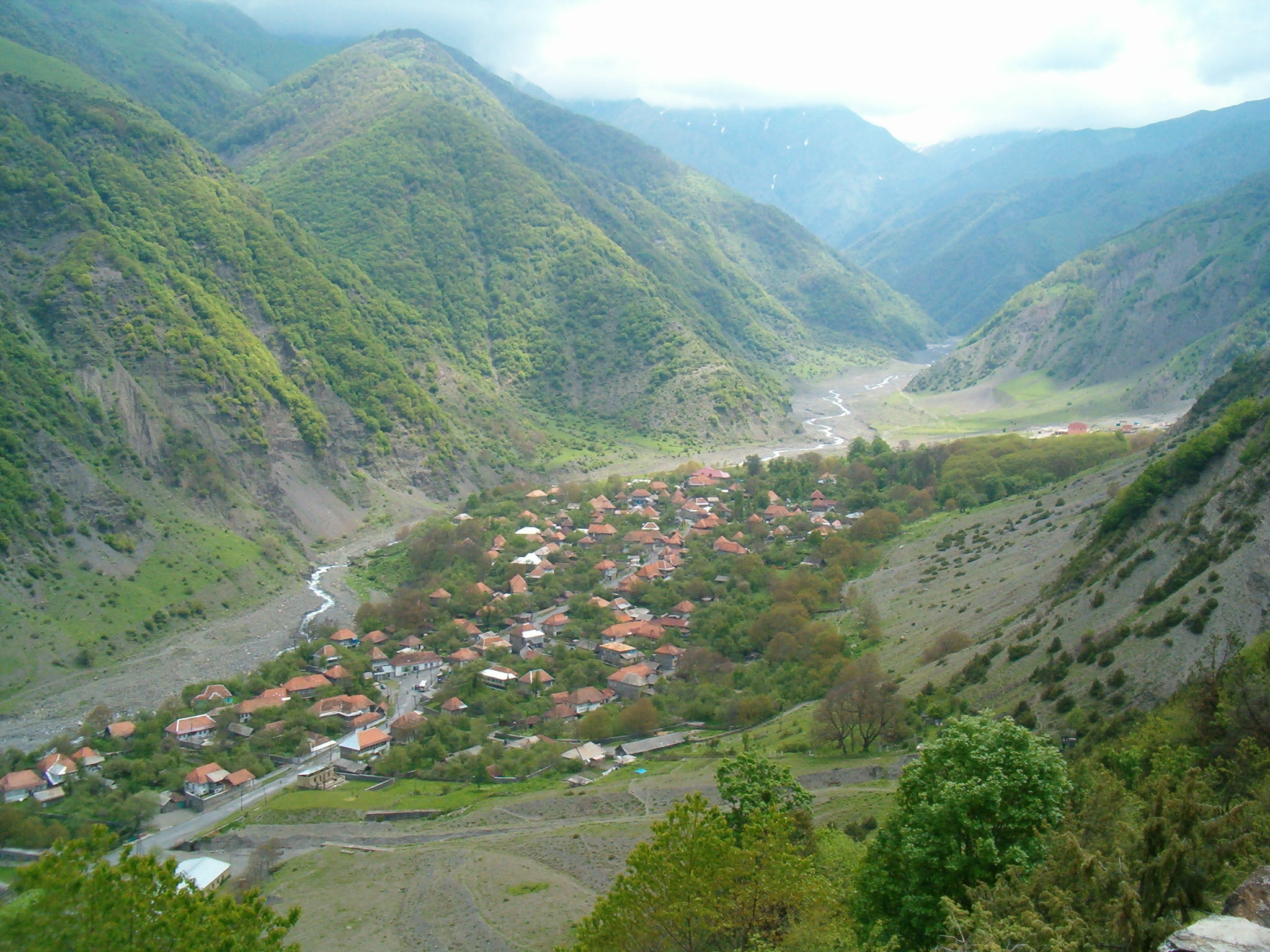
Elisu avui dia

La història del Sultanat comença al nord de les muntanyes en la part superior del riu Samur (Districte de Rutulsky) amb els tsakhurs – una branca occidental del lesguians. Hi havia hagut un principality aquí des del segle VII. En algun moment va esdevenir el kanat Tsakhur, tributari del xamkhalat dels Kazi Kumuk. En el segle de XV el tsakhurs van començar a baixar al sud cap a la cresta de muntanyes de la vall del riu Alazani. Es van establir a les senyories (georgià eristavi) de Qakh, Tsuket i Djari. En els segles xvi i xvii l'àrea era un ‘ulka' (districte) del Kanat de Shirvan. Els governants eren també vassalls de Pèrsia i de vegades de l'Imperi Otomà, depenent del poder relatiu de cadascun. A principis del segle de XVIII la capital es va traslladar al sud, des de la ciutat de Tsakhur a İlisu i es parla per primer cop del sultanat d'Elisu.
El 1711 hi va haver un estès moviment antipersa que era en part un conflicte entre sunnites i xiïtes. Un dels dirigents era Ali Sultan d'Elisu. Va conquerir una gran zona i els turxs el van fer beylerbegi de Shaki. Nàdir-Xah de Pèrsia va expulsar els turcs el 1735. Quan el seu exèrcit que havia arribat a Djaro-Belokani va marxar altre cop cap al sud, Elisu es va revoltar altre cop (1738). El germà de Nadir Xah va morir intentant sufocar la revolta, però els perses van poder substituir per la força a Ali Sultan proclamant a un fill seu com a nou sultà. El propi Nadir Xah va entrar a Elisu i va cremar una part de la població. Tan aviat com va deixar la zona, els begs, qui havien fugit a les muntanyes, van retornar i van reemplaçar al sultà titella.
Els russos van annexionar Geòrgia el 1800 i el 1803-1806 Pàvel Tsitsiànov va marxar a l'est cap a la mar Càspia. L'abril el General Gulyakov va dominar l'àrea de Djaro-Belokani. La van sotmetre i el sultanat d'Elisu va ser inclòs en la submissió. A l'octubre els muntanyesos es van revoltar altre cop amb l'ajuda del kanat de Kazi Kumukh i van ser derrotats. El gener de 1804 Gulyakov els va empaitar profundament a les muntanyes però va morir en la lluita. Els djaris van deixar de pagar tribut i van culpar el sultà de la derrota i el 1805 el sultà va ser reemplaçat per Ahmad Khan (Akhmed Khan) que va anar a Tiflis per oferir la submissió.
Durant la Guerra russo-persa el 1826 Ahmad Khan va ser expulsat del poder pels Begs i reemplaçat per Bala-Aga-Beg. Els russos van retornar, van restaurar Ahmad (Akhmed) i van capturar a Bala-Aga carregant-lo de cadenes.
Dins 1830 els Djaris es van revoltar però es van sotmetre a les tropes quan es van apropar. Van ser col·locats dins l'anomenada regió de Djari que incloïa el Sultanat. El mateix any Daniyal Bek va esdevenir sultà. El 1842, quan la guerra Murídida (aixecament de l'imam Xamil) anava malament pels russos, el sultanat va ser col·locat dins del districte militar de Djaro-Belokani sota el general Schwartz. Pel 1844 Daniyal Sultan es va veure empès a unir-se a Xamil. Schwartz va ocupar Elisu per assalt i el sultanat va ser abolit. Daniyal va fugir i va esdevenir un dels millors oficials de Xamil. La seva filla es va casar amb un fill de Xamil. Quan el moviment de Xamil va col·lapsar va demanar el perdó. El sultà d'Elisu va morir a l'Imperi Otomà el 1869, va morir el 1873. Els seus descendents viuen a Turquia i Alemanya. Ells són assimilats amb els turcs.

## Sultans
- Adikurkulu (Adi Gorgol Beg) I 1562/63-1593 o 1598
- Sari Ali Beg (Ali Sultan I) 1601/1607-1616
- Adikurkulu II (Amir Khan Beg) 1616-1627
- Muhammad Khan I 1632-1636
- Khalil Beg (Khalil Sultan I) 1642-1670/71
- Muhammad Sultan vers 1670-1686
- Ali Sultan II (Beglerbegi de Shaki, cadi i hakim del sandjak d'İlisu) 1695-1701 o 1723
- Khalil Sultan II ?
- Sumu Sultan II ?-1732
- Muhammad Beg (Muhammad Khan II) 1732-1747
- Ahmad Khan I 1747-1748
- Amir Khan ? 1749-1750
- Alkas Beg 1748-1762
- Khanbaba Beg 1762-?
- Muhammad Beg vers 1773
- Ali Sultan III 1796-1803/05
- Ahmad Khan II 1803/05-1830
- Musa Sultan Gener a setembre de 1830)
- Daniyal Sultan 1830-1844

## Font
- Extret de les Viquipèdies russa i àzeri